# You Only Tell Me You Love Me When You're Drunk
«You Only Tell Me You're Love Me When You're Drunk» (укр. «Ти говориш мені, що любиш мене, тільки коли ти нап'єшся») (скорочується до «Drunk» (укр. «П'яна»)) — пісня британського поп-гурту Pet Shop Boys. У 2000 році вона вийшла синглом, який потрапив у верхню десятку британського музичного чарту, досягнувши 8-ого місця.

## Список композицій

### CD Parlophone (UK)
1. «Drunk» (Live) (2:34)
2. «Always On My Mind» (Live) (4:02)
3. «Being Boring» (Live) (6:46)

### CD (Remixes) Parlophone (UK)
1. «Drunk» (The T-Total Mix) (8:05)
2. «Drunk» (Brother Brown's Newt Mix) (9:52)
3. «Drunk» (Attaboy Still Love You When We're Sober Mix) (7:52)

## Найвищі позиції в чартах
| Країна          | Найвища позиція |
| --------------- | --------------- |
| Велика Британія | 8               |
| Німеччина       | 29              |
| Нідерланди      | 42              |
| Швеція          | 45              |
| Швейцарія       | 74              |